# Budelj
Budelj je tipična notranjska jed. Pripravi se jo iz starega kruha, kokošjih jajc, slanine, šunke, mleka, mlade čebule, peteršilja, popra in soli. Zmes se naloži v posušeno svinjsko črevo, ki se ga omoči s hladno vodo, da se razširi. Napolnjen ovoj se kuha v vodi, postreže pa vroče ali hladno, saj je jed uporabna še nekaj dni po pripravi. 
Najpogosteje se budelj pripravlja ob veliki noči, saj vsebuje vse jedi, ki so za ta čas značilna, sicer pa se lahko z enako maso nadeva svinjska rebra, piščanca ali zajca in se vse skupaj speče, največkrat za praznike.
Na Gorenjskem je jed poznana kot gorenjska prata.